# Byamee (Traumzeit)
Der Great Byamee (Großer Byamee) ist eine Schöpfungsfigur in der Traumzeit der Aborigines. Die Figur wird durch einen Waran symbolisiert. Er ist ein demütiger wie auch gütiger Mann mit großer Weisheit, der den Menschen die Gesetze lehrte. In den Traumzeitgeschichten gibt es für den Byamee zwei Ursprungsorte, entweder den Grund des Meeres oder die Milchstraße. Byamee ist das freundlichste und fürsorglichste Schöpfungswesen der Traumzeit.
In seiner ersten Begegnung mit Menschen geriet er an zwei Frauen, die ihre Mahlsteine zur Herstellung von Nahrung verloren hatten. Nachdem sie alles abgesucht hatten und die Steine nicht fanden, rief er nach den zwei Geistern, die über den Bäumen wohnten, die die Steine aufgenommen hatten. Der große Byamee verwandelte die Frauen in Tauben, damit sie die Mahlsteine wieder zurückholen konnten. Die Tauben jagten die Geister. Da die Geister bei dieser Jagd müde wurden und sich zur Ruhe auf den Bäumen niederließen, verloren sie die Steine, die zu Boden fielen. Beim Aufprall der Mahlsteine auf dem Boden wuchsen die Gebirge, die den Menschen die Möglichkeit gaben Mahlsteine herzustellen. Diese Traumzeitgeschichte wird als Flying Grinding Stones (Fliegende Mahlsteine) erzählt.
Byamee gab dem Bullroarer Schwirrholz der Aborigines das einmalige Geräusch. Die Nutzung des Schwirrholzes hatte der All Father (Vaterfigur der Schöpfung) verboten, da dieses in der Lage ist, Geräusche zu erzeugen, die die Möglichkeit zur spirituellen Aufnahme einer Verbindung zu den Ahnen bietet. Diese Traumzeitgeschichte wird als Byamee and the Bullroarer weitergegeben.
Die Gegenspielerin von Byamee ist Yhi. Yhi ist die Angebetete der Sonne und sie verleiht den Schöpfungen von Byamee Licht und Wärme. Sie verleiht Intelligenz und das Seelenleben. Im Schöpfungsprozess der Erde wurde der Geist Byamee zu Fleisch und infolgedessen die Erde von Fluten und Dunkelheit überzogen. Byamee wurde zu seinem Missfallen und Überraschung in der Schöpfung zum Mann und einige Tiere erkannten ihn wieder. Daraufhin formte er aus dem Staub der Erde den Mann und machte die Frau aus einem Yucca-Baum (Palmlilie). Anschließend kehrte er in die Milchstraße zurück. Diese Traumzeitgeschichte heißt Byamee and Yhi.